# Lars Göran Josefsson
Lars Göran Josefsson (* 29. Oktober 1950 in Ulricehamn) ist ein schwedischer Manager. Von 2000 bis 2010 war er Präsident und CEO des schwedischen Energiekonzerns Vattenfall AB.
Josefsson hat an der renommierten Technischen Hochschule Chalmers in Göteborg Ingenieurwissenschaft studiert und 1973 seinen Abschluss als Master of Science gemacht. Er arbeitete später für die schwedische Rüstungsindustrie und als Leiter der Wiener Niederlassung des Telefonmultis Ericsson. Von 1997 bis zur Übernahme durch Saab im Jahr 2000 war Josefsson Präsident und CEO des Rüstungsunternehmens Celsius AB. Anschließend wechselte er an die Spitze von Vattenfall.
Er wurde 2006 von Bundeskanzlerin Angela Merkel zusammen mit Hans Joachim Schellnhuber für zwei Jahre zum Klimaschutzbeauftragten der Bundesregierung berufen. Im Jahr 2007 war Josefsson Hauptinitiator der sogenannten 3C-Initiative („Combat Climate Change“), in der sich internationale Unternehmen zum Kampf gegen den Klimawandel zusammengeschlossen haben.
Von 2008 bis 2011 war er Präsident des Spitzenverbandes der europäischen Stromwirtschaft Eurelectric, von 2003 bis 2012 Vorsitzender der deutsch-schwedischen Handelskammer. In den Jahren 2008 und 2009 gehörte er der Nachhaltigkeitskommission der schwedischen Regierung an, von 2008 bis 2010 der Beratergruppe von UNO-Generalsekretär Ban Ki-moon in Sachen Energie und Klimawandel.
Heute ist Josefsson Gesellschafter der Robert Bosch Industrietreuhand K.G., Vorstandsmitglied von Brookfield Renewable Energy Partners, Vorsitzender und Managing Partner bei BioElectric Solutions LGJ AB, Mitglied des Aufsichtsrats der Robert Bosch GmbH sowie des schwedischen Papierherstellers Holmen AB und Aufsichtsratschef der schottischen Offshore-Energieförderers Burntisland Fabrication Ltd. Er ist Honorarprofessor für Physik an der Brandenburgischen Technischen Universität Cottbus.
Josefsson spricht fließend Deutsch und Englisch. Er ist verheiratet, hat vier Kinder und lebt in Stockholm. Er hält mehrere Patente der Radar-Technologie.

## Auszeichnungen
- Goldenes Ehrenzeichen der Stadt Wien, 1997
- „European Hero“ des Time Magazine, 2005
- International Leadership Award der Stiftung The Performance Theatre, 2007[6]